# Kristofer Hæstad
Kristofer Kruger Hæstad (Kristiansand, 9 dicembre 1983) è un ex calciatore norvegese, di ruolo centrocampista.

## Biografia
È il fratello maggiore di Morten Hæstad. Soprannominato Doffen, ha un figlio con la compagna Hanne, nato il 31 agosto 2009. Formò, assieme ai colleghi Freddy dos Santos, Raymond Kvisvik, Morten Gamst Pedersen e Øyvind Svenning, il gruppo musicale The Players, che distribuì per beneficenza un singolo che divenne una hit in tutta la Scandinavia.

## Carriera

### Club

#### Start
Dopo aver giocato nel Vigør dal 1998 al 2000, si trasferì allo Start. Esordì nel club, allora militante nella 1. divisjon, in data 22 aprile 2001: subentrò a Harald Lødemel nel corso del secondo tempo della sfida contro lo HamKam, terminato con il punteggio di 1-1. Il 23 settembre successivo, realizzò la prima rete in campionato della sua carriera, in occasione del pareggio per 2-2 sul campo del Kongsvinger. Alla fine della stagione, lo Start centrò la promozione nella massima divisione norvegese.
Il 14 aprile 2002, allora, debuttò nell'Eliteserien: fu infatti titolare nel pareggio casalingo per 1-1 contro lo Stabæk. L'11 agosto successivo arrivò la prima rete in questo campionato, nella sconfitta per 4-1 in casa del Viking. Lo Start chiuse il campionato 2002 all'ultimo posto, tornando in 1. divisjon. Centrò nuovamente la promozione due anni più tardi, con Hæstad che contribuì a questo risultato con 30 presenze e 9 reti. Seguì dunque un biennio nel massimo campionato norvegese, in cui totalizzò 45 apparizioni e 6 reti.

#### Wigan e ancora Start
Nel mercato invernale del 2007, il Wigan acquisì le prestazioni del centrocampista norvegese con la formula del prestito. Il manager del club, Paul Jewell, espresse la propria soddisfazione per la riuscita dell'operazione ed elogiò la duttilità tattica di Hæstad. Esordì nella Premier League in data 13 gennaio 2007, quando fu titolare nella sconfitta per 4-0 contro il Chelsea. Il 1º aprile 2007, il contratto di prestito del centrocampista fu cancellato, con Hæstad che fece dunque ritorno allo Start. Chiuse l'Eliteserien 2007 con lo score di 22 presenze e 2 reti.

#### Vålerenga
Prima dell'inizio del campionato 2008, Hæstad si trasferì al Vålerenga. Disputò il primo incontro con questa maglia il 29 marzo 2008, nella vittoria per 1-0 contro l'Aalesund. Nel corso della stessa stagione, il Vålerenga si affermò nella Coppa di Norvegia. Il 24 giugno 2009, subì un infortunio alla gamba durante la partita contro il Bodø/Glimt, dovendo così lasciare il campo dopo 26 minuti di gioco. Ciò non gli impedì di essere in campo per la sfida del 28 giugno contro il Rosenborg. Continuò però a soffrire per il colpo subito contro il Bodø/Glimt e fu costretto a sottoporsi ad alcuni esami. La radiografia non evidenziò alcuna frattura e il giocatore poté essere regolarmente impiegato nella sfida contro l'Aalesund del 5 luglio. Il 10 febbraio 2011 rinnovò l'accordo che lo legava al Vålerenga per altri cinque anni. Il 12 marzo 2013, il nuovo allenatore Kjetil Rekdal gli tolse la fascia da capitano, per affidarla a Christian Grindheim.
Il 26 maggio 2014, il Vålerenga comunicò sul proprio sito la decisione di rescindere consensualmente il contratto con il giocatore a partire dal 1º giugno successivo, con un anno e mezzo d'anticipo sulla naturale scadenza. Hæstad, il cui spazio in squadra nella stagione precedente era stato limitato da numerosi infortuni, dichiarò che questa era la scelta migliore anche per il club, che versava in una situazione di difficoltà economica. Il 4 giugno disputò l'ultima partita in squadra, nel terzo turno del Norgesmesterskapet 2014: il Vålerenga vinse il derby contro il Lyn col punteggio di 5-2, con Hæstad che a fine partita poté salutare i suoi tifosi. Il 1º luglio, annunciò il ritiro dal calcio professionistico a causa degli infortuni persistenti.

### Nazionale
Hæstad giocò 9 partite per la Norvegia under 21. Esordì il 21 agosto 2002, subentrando a Jan Gunnar Solli nel pareggio per 2-2 contro la Polonia under 21. Conta poi 28 presenze per la Nazionale maggiore, corredate da una rete. Debuttò il 26 maggio 2005, sostituendo Martin Andresen nella vittoria per 1-0 sulla Costa Rica. L'unica marcatura arrivò il 2 giugno 2007, nel successo per 4-0 su Malta.

## Statistiche

### Presenze e reti nei club
| Stagione         | Club             | Campionato       | Campionato | Campionato | Coppe nazionali | Coppe nazionali | Coppe nazionali | Coppe continentali | Coppe continentali | Coppe continentali | Supercoppe | Supercoppe | Supercoppe | Totale | Totale |
| Stagione         | Club             | Comp             | Pres       | Reti       | Comp            | Pres            | Reti            | Comp               | Pres               | Reti               | Comp       | Pres       | Reti       | Pres   | Reti   |
| ---------------- | ---------------- | ---------------- | ---------- | ---------- | --------------- | --------------- | --------------- | ------------------ | ------------------ | ------------------ | ---------- | ---------- | ---------- | ------ | ------ |
| 2001             | Start            | 1D               | 8          | 1          | CN              | ?               | ?               | -                  | -                  | -                  | -          | -          | -          | ?      | ?      |
| 2002             | Start            | ES               | 25         | 2          | CN              | 4               | 0               | -                  | -                  | -                  | -          | -          | -          | 29     | 2      |
| 2003             | Start            | 1D               | 25         | 0          | CN              | ?               | ?               | -                  | -                  | -                  | -          | -          | -          | ?      | ?      |
| 2004             | Start            | 1D               | 30         | 9          | CN              | ?               | ?               | -                  | -                  | -                  | -          | -          | -          | ?      | ?      |
| 2005             | Start            | ES               | 23         | 3          | CN              | 4               | 1               | -                  | -                  | -                  | -          | -          | -          | 27     | 4      |
| 2006             | Start            | ES               | 22         | 3          | CN              | 3               | 1               | CU                 | 5                  | -                  | -          | -          | -          | 30     | 4      |
| gen.-apr. 2007   | Wigan            | PL               | 2          | 0          | FACup+CdL       | 1+0             | 0               | -                  | -                  | -                  | -          | -          | -          | 3      | 0      |
| 2007             | Start            | ES               | 22         | 2          | CN              | 2               | 0               | -                  | -                  | -                  | -          | -          | -          | 24     | 2      |
| Totale Start     | Totale Start     | Totale Start     | 177        | 14         |                 | 35              | 6               |                    | 5                  | 0                  |            | -          | -          | 217    | 20     |
| 2008             | Vålerenga        | ES               | 21         | 0          | CN              | 5               | 0               | -                  | -                  | -                  | -          | -          | -          | 26     | 0      |
| 2009             | Vålerenga        | ES               | 28         | 4          | CN              | 5               | 2               | UEL                | 2                  | 0                  | S          | 1          | 0          | 36     | 6      |
| 2010             | Vålerenga        | ES               | 27         | 3          | CN              | 0               | 0               | -                  | -                  | -                  | -          | -          | -          | 27     | 3      |
| 2011             | Vålerenga        | ES               | 24         | 0          | CN              | 1               | 0               | UEL                | 1                  | 0                  | -          | -          | -          | 26     | 0      |
| 2012             | Vålerenga        | ES               | 24         | 1          | CN              | 1               | 0               | -                  | -                  | -                  | -          | -          | -          | 25     | 1      |
| 2013             | Vålerenga        | ES               | 23         | 1          | CN              | 4               | 0               | -                  | -                  | -                  | -          | -          | -          | 27     | 1      |
| gen.-giu. 2014   | Vålerenga        | ES               | 0          | 0          | CN              | 2               | 0               | -                  | -                  | -                  | -          | -          | -          | 2      | 0      |
| Totale Vålerenga | Totale Vålerenga | Totale Vålerenga | 147        | 9          |                 | 18              | 2               |                    | 3                  | 0                  |            | 1          | 0          | 169    | 11     |
| Totale           | Totale           | Totale           | 326        | 23         |                 | ?               | ?               |                    | 8                  | 0                  |            | 1          | 0          | ?      | ?      |

### Cronologia presenze e reti in Nazionale
| Cronologia completa delle presenze e delle reti in nazionale ― Norvegia | Cronologia completa delle presenze e delle reti in nazionale ― Norvegia | Cronologia completa delle presenze e delle reti in nazionale ― Norvegia | Cronologia completa delle presenze e delle reti in nazionale ― Norvegia | Cronologia completa delle presenze e delle reti in nazionale ― Norvegia | Cronologia completa delle presenze e delle reti in nazionale ― Norvegia | Cronologia completa delle presenze e delle reti in nazionale ― Norvegia | Cronologia completa delle presenze e delle reti in nazionale ― Norvegia |
| Data                                                                    | Città                                                                   | In casa                                                                 | Risultato                                                               | Ospiti                                                                  | Competizione                                                            | Reti                                                                    | Note                                                                    |
| ----------------------------------------------------------------------- | ----------------------------------------------------------------------- | ----------------------------------------------------------------------- | ----------------------------------------------------------------------- | ----------------------------------------------------------------------- | ----------------------------------------------------------------------- | ----------------------------------------------------------------------- | ----------------------------------------------------------------------- |
| 24-5-2005                                                               | Oslo                                                                    | Norvegia                                                                | 1 – 0                                                                   | Costa Rica                                                              | Amichevole                                                              | -                                                                       |                                                                         |
| 5-6-2005                                                                | Oslo                                                                    | Norvegia                                                                | 0 – 0                                                                   | Italia                                                                  | Qual. Mondiali 2006                                                     | -                                                                       |                                                                         |
| 8-6-2005                                                                | Stoccolma                                                               | Svezia                                                                  | 2 – 3                                                                   | Norvegia                                                                | Amichevole                                                              | -                                                                       |                                                                         |
| 17-8-2005                                                               | Oslo                                                                    | Norvegia                                                                | 0 – 2                                                                   | Svizzera                                                                | Amichevole                                                              | -                                                                       |                                                                         |
| 3-9-2005                                                                | Celje                                                                   | Slovenia                                                                | 2 – 3                                                                   | Norvegia                                                                | Qual. Mondiali 2006                                                     | -                                                                       |                                                                         |
| 7-9-2005                                                                | Oslo                                                                    | Norvegia                                                                | 1 – 2                                                                   | Scozia                                                                  | Qual. Mondiali 2006                                                     | -                                                                       |                                                                         |
| 8-10-2005                                                               | Oslo                                                                    | Norvegia                                                                | 1 – 0                                                                   | Moldavia                                                                | Qual. Mondiali 2006                                                     | -                                                                       |                                                                         |
| 12-11-2005                                                              | Oslo                                                                    | Norvegia                                                                | 0 – 1                                                                   | Rep. Ceca                                                               | Qual. Mondiali 2006                                                     | -                                                                       |                                                                         |
| 16-11-2005                                                              | Praga                                                                   | Rep. Ceca                                                               | 1 – 0                                                                   | Norvegia                                                                | Qual. Mondiali 2006                                                     | -                                                                       |                                                                         |
| 16-8-2005                                                               | Oslo                                                                    | Norvegia                                                                | 1 – 1                                                                   | Brasile                                                                 | Amichevole                                                              | -                                                                       |                                                                         |
| 2-9-2006                                                                | Budapest                                                                | Ungheria                                                                | 1 – 4                                                                   | Norvegia                                                                | Qual. Euro 2008                                                         | -                                                                       |                                                                         |
| 6-9-2006                                                                | Oslo                                                                    | Norvegia                                                                | 2 – 0                                                                   | Moldavia                                                                | Qual. Euro 2008                                                         | -                                                                       |                                                                         |
| 7-10-2006                                                               | Atene                                                                   | Grecia                                                                  | 1 – 0                                                                   | Norvegia                                                                | Qual. Euro 2008                                                         | -                                                                       |                                                                         |
| 15-11-2006                                                              | Belgrado                                                                | Serbia                                                                  | 1 – 1                                                                   | Norvegia                                                                | Amichevole                                                              | -                                                                       |                                                                         |
| 7-2-2007                                                                | Fiume                                                                   | Croazia                                                                 | 2 – 1                                                                   | Norvegia                                                                | Amichevole                                                              | -                                                                       |                                                                         |
| 24-3-2007                                                               | Oslo                                                                    | Norvegia                                                                | 1 – 2                                                                   | Bosnia ed Erzegovina                                                    | Qual. Euro 2008                                                         | -                                                                       |                                                                         |
| 28-3-2007                                                               | Francoforte                                                             | Turchia                                                                 | 2 – 2                                                                   | Norvegia                                                                | Qual. Euro 2008                                                         | -                                                                       |                                                                         |
| 2-6-2007                                                                | Oslo                                                                    | Norvegia                                                                | 4 – 0                                                                   | Malta                                                                   | Qual. Euro 2008                                                         | 1                                                                       |                                                                         |
| 6-6-2007                                                                | Oslo                                                                    | Norvegia                                                                | 4 – 0                                                                   | Ungheria                                                                | Qual. Euro 2008                                                         | -                                                                       |                                                                         |
| 22-8-2007                                                               | Oslo                                                                    | Norvegia                                                                | 2 – 1                                                                   | Argentina                                                               | Amichevole                                                              | -                                                                       |                                                                         |
| 17-11-2007                                                              | Oslo                                                                    | Norvegia                                                                | 1 – 2                                                                   | Turchia                                                                 | Qual. Euro 2008                                                         | -                                                                       |                                                                         |
| 21-11-2007                                                              | Ta' Qali                                                                | Malta                                                                   | 1 – 4                                                                   | Norvegia                                                                | Qual. Euro 2008                                                         | -                                                                       |                                                                         |
| 6-2-2008                                                                | Wrexham                                                                 | Galles                                                                  | 3 – 0                                                                   | Norvegia                                                                | Amichevole                                                              | -                                                                       |                                                                         |
| 26-3-2008                                                               | Podgorica                                                               | Montenegro                                                              | 3 – 1                                                                   | Norvegia                                                                | Amichevole                                                              | -                                                                       |                                                                         |
| 20-8-2008                                                               | Oslo                                                                    | Norvegia                                                                | 1 – 1                                                                   | Irlanda                                                                 | Amichevole                                                              | -                                                                       |                                                                         |
| 10-10-2009                                                              | Oslo                                                                    | Norvegia                                                                | 1 – 0                                                                   | Sudafrica                                                               | Amichevole                                                              | -                                                                       |                                                                         |
| 14-11-2009                                                              | Ginevra                                                                 | Svizzera                                                                | 0 – 1                                                                   | Norvegia                                                                | Amichevole                                                              | -                                                                       |                                                                         |
| 17-11-2010                                                              | Dublino                                                                 | Irlanda                                                                 | 1 – 2                                                                   | Norvegia                                                                | Amichevole                                                              | -                                                                       |                                                                         |
| Totale                                                                  |                                                                         | Presenze                                                                | 28                                                                      |                                                                         | Reti                                                                    | 1                                                                       |                                                                         |

## Palmarès

### Club
- Coppa di Norvegia: 1

Vålerenga: 2008

### Individuale
- Centrocampista dell'anno del campionato norvegese: 1

2005